# CHIROLYN
CHIROLYN（チロリン、1965年10月14日 - ）は、日本のベーシスト、シンガーである。本名は渡邊 紘士（わたなべ ひろし）で、HIROSHI（ヒロシ）名義で活動することもある。モヒカンが特徴。
シンガーソングライターとしてバンドスタイル/弾き語りでステージ活動を行うほか、ベーシストとして長年にわたり数多くのアーティストをサポートしている。

## 略歴
横浜市立大正小学校・中学校、藤嶺学園藤沢高等学校電気科卒業。
1986年、高校時代の友人と組んだバンド「THE STATION」でベーシストとしてメジャーデビュー、後に解散。
オーディションで合格後、小泉今日子のバックバンドのベーシストとなる。その後はスタジオ・ミュージシャンとしても活動。hideのソロツアーの初期（1993年）からのサポートメンバーで、hide with Spread Beaverのメンバーである。
1995年以降、布袋寅泰のライブにHIROSHI名義でサポートとして参加する。
1999年、ウルフルズからベーシスト・ジョン・B・チョッパーが脱退後、彼が復帰する2003年までサポートメンバーを務めた。
2000年代前半
- 2000年11月 - ソロアーティストとしてCHIROLYN & THE ANGELSでメジャー・デビュー。
  - メンバー：CHIROLYN（Vo, Ba, AcGt）、井上慎二郎（Gt, Org）、 秋山光江（Drs） 。

2000年代後半
- 2005年
  - MILKY（Vo）、真矢（Dr）らとともにPOTBELLYとして活動。ミニアルバム『CRASH! CRASH! CRASH!』をリリース。
  - hide with Spread Beaver時代の盟友KIYOSHI、宮脇“JOE”知史とスリーピース・バンドMADBEAVERSを再始動。ベース/ボーカルを担当。
- 2007年8月以降 - HIROSHI名義で5年半ぶりにアコースティックにてソロ再始動。
- 2008年 - D.I.E.（Key）と金角vs銀角として翌2009年末までに数度ライブを行う。サポートは斉藤律（Gt）、高畠俊男（Dr）。この縁でMinimum Rocketsのセッションライヴにも参加。
- 2009年以降 - GACKT JOBのメンバーとして、音楽番組出演時や『GACKT VISUALIVE ARENA TOUR 2009 Requiem et Réminiscence Ⅱ Final 〜鎮魂と再生〜』に参加。
- 2009年12月18日 - ウルフルケイスケ presents『MAGICAL CHAIN TOUR Vol.1』に出演。
  - メンバー：BONNIE PINK（Vo）、ウルフルケイスケ（Gt）、CHIROLYN（Ba）、クハラカズユキ（Dr）。

2010年以降
- 音楽活動の比重をサポートから自身のソロへと移す決意をし、レコーディング期間に入る。
- 2011年10月 - 8年ぶりとなるソロアルバム『Regulation of the Devil』を発表。
- 2012年 - CHIROLYN（B, Vo）、斉藤律/ASAKI（Gt）、堀江毅（Dr）のバンドスタイルでライヴを行なう傍ら、ASAKIとAC×ACというアコースティックユニットを結成、全国ツアーするが一年で活動休止。

- 2013年 - この年から『Chirolyn』ソロアーティストとして精力的に全国ツアーを展開。
- 2018年 - 刀剣乱舞の佐藤流司率いるバンド『The Brow Beat』のサポートベーシストとして加入。
- 2022年 - ４年ぶりのソロ・フルアルバム『Release yourself』をリリース。iTunes Store(日本)の"R&B/ソウル トップアルバム"で最高2位にランクイン。
- 2023年 - hide with Spread Beaver再結成、25年ぶりのワンマンライブ。神奈川県民ホールとZEPP大阪、追加公演で豊洲PITにて計３公演を行う。
- 2024年- 木村世治、高野哲とともに、メンバー全員がボーカリストであるスリーピースバンドSillysを始動[1]
- 2024年 - 米米CLUBのボーカリスト、石井竜也のソロツアーにサポートベーシストとして参加。
- 2025年 - hide with Spread Beaver再結成、千駄ヶ谷の東京体育館にて2daysを行う。

## 使用機材
- Zodiac に最新Chirolynモデル"METAL TRIBAL"がある。
- Zodiac SHELL TRIBAL
- Himawari
- Mickey

など

## ディスコグラフィ
※印はCHIROLYN & THE ANGELS名義。

### アルバム
1. やっぱり魔女が好き（1996年8月25日、インディーズ）
2. CHIROLYN/HIROSHI（1998年11月2日、インディーズ）
3. CHIROLYN & THE ANGELS（2000年8月10日、インディーズ）※
4. THE BEST（2002年4月26日）
5. Regulation of the Devil（2011年10月31日/iTunesでは9月30日先行配信）
6. White Devil（2015年9月4日）
7. DIE or GREED（2016年9月30日）
8. Made in Heaven（2018年5月20日）
9. Release yourself（2022年10月14日）

### ミニアルバム
1. ZOKKON（2000年11月29日）

### シングル
1. 君に会えてよかった（1999年5月1日、インディーズ）※
2. 運命（2001年5月9日）※
3. 夢のエルドラド（2001年9月19日）※
4. キミは奇跡を信じるかい?（2002年1月23日）※ - ドラマ愛の詩「エスパー魔美」主題歌

### その他
- hide「HIDE OUR PSYCHOMMUNITY」（初出 - 1994年10月21日、ライヴ収録）
NEW ROSE、CHIROLYN's Room
- hide「PSYENCE A GO GO」（初出 - 1997年2月26日、ライヴ収録）
KIMI WA KAWATTCHIMATTA (CHIROLYN Solo)
- KIYOSHI「burst 〜Kiyoshi Solo Live'98 MAD BEAVERS CIRCUIT」（1998年10月21日、ライヴ収録）
かわいいあの娘、君は変わっちまった

## エピソード
芸名CHIROLYNは「幼い頃、ヒロシと発音できず、自分のことをチロシと言っていた」ことから。
hideのライブ中の楽曲『LEMONed I Scream』では、女性キャラクターロザンナに扮して"hideとロザンナ"としてhideとデュエットをした（元ネタはヒデとロザンナ）。また自作曲『KIMI WA KAWATTCHIMATTA』も披露したが、このときのベース演奏はhideであった。
布袋寅泰『SPACE COWBOY TOUR』におけるクレジットは"SPACE GERONIMO (HIROSHI) "となっている。
2022年公開の映画『TELL ME 〜hideと見た景色〜』では自身の役をSEX MACHINEGUNSのSHINGO☆が演じる。

## サポートしたアーティスト
特筆のない限りベース参加、詳細は各項目を参照（50音訓）。
- AcQuA-E.P.
- ウルフルズ
- VAMPS
- 大黒摩季
- 大澤誉志幸
- 高橋克典
- 川村カオリ
- GACKT
- 吉川晃司
- 小泉今日子
- 倖田來未
2010年『Can We Go Back』MV/テレビにもバックバンドとして出演。
- 東方神起
- SEO MOON TAK
- hide
サポートを経てhide with Spread Beaverのメンバーとなる（上述）。
- 布袋寅泰
- machine
- THE 野党
- V6
- Coming Century
- 20th Century
- テゴマス
- 雅-miyavi-
PATA、ルーク篁、真矢とともにバックバンドを務めた。
- 森友嵐士
- LIV
- The Brow Beat

- 1997年『西城秀樹ROCKトリビュート』にこにこミュージック（Ken-ichi、JOE、CHIROLYN、宮脇“JOE”知史）HIDEKIメドレー歌唱参加。

など、他にも多数。

## 関連人物
- I.N.A